# H. Bruce Woolfe
Harry Bruce Woolfe född 1888 i London England död 1965, engelsk regissör och filmproducent. 

## Regi i urval
- 1925 - Sons of the Sea
- 1921 - The Battle of Jutland
- 1920 - Infant Welfare in the Bird World

## Producent
- 1932 - Dance Pretty Lady
- 1928 - The Battles of Coronel and Falkland Islands
- 1929 – Fången 53